# سیارک ۲۰۵۷۳
سیارک ۲۰۵۷۳ (به انگلیسی: 20573 Garynadler، نامگذاری:1999RW137) بیست هزار و پانصد و هفتاد و سومین سیارک کشف شده‌است که در ۹ سپتامبر ۱۹۹۹ کشف شد.
قدر مطلق سیارک برابر ۱۵.۵ است.